# El Serrat de Castellnou
El Serrat de Castellnou es una localidad española del municipio de Castellnou de Bages, perteneciente a la provincia de Barcelona, en la comunidad autónoma de Cataluña.

## Demografía
En 2023, la entidad singular de población de El Serrat de Castellnou tenía empadronados 877 habitantes, todos ellos en el núcleo de población de ese nombre.